# Michael Schiller
Michael Schiller (* 1963 in Hannover) ist ein deutscher Schauspieler.

## Leben
Michael Schiller erhielt seine künstlerische Ausbildung von 1984 bis 1987 an der Schauspielschule Krauss in Wien. In der österreichischen Bundeshauptstadt war er an zahlreichen Bühnen beschäftigt, so dem Schauspielhaus, dem Volkstheater, dem Ensemble Theater und dem Theater zum Fürchten.
Seit Beginn der 1990er-Jahre arbeitet Schiller auch umfangreich vor der Kamera und debütierte in der Wiener Tatort-Folge Telefongeld. Es folgten zahlreiche weitere Rollen, überwiegend als Gastdarsteller in bekannten Serien. In der ZDF-Vorabendserie SOKO München brachte Schiller es bis heute (Stand 2018) auf elf Einsätze. Sowohl in der Krankenhausserie Klinikum Berlin Mitte – Leben in Bereitschaft (2000 bis 2002) als auch in den Daily Soaps Lotta in Love (2006) und Herzflimmern – Die Klinik am See (2011 bis 2012) gehörte er jeweils zum Hauptcast. 
2012 war Michael Schiller gemeinsam mit seiner Kollegin Caroline Beil in der Kategorie Schönstes Liebespaar für den German Soap Award nominiert. Schiller lebt in Berlin.

## Filmografie (Auswahl)
- 1991: Tatort – Telefongeld
- 1993: Ludwig 1881
- 1993: Schindlers Liste
- 1993–2018: SOKO München (11 Folgen)
- 1994: Ohne Schein läuft nichts
- 1996: Stadtklinik – Herzlos
- 1997: Stockinger – Tod in Saalbach
- 1997: Frauenarzt Dr. Markus Merthin – Neubeginn
- 1997: Solo für Sudmann – Leere Kassen
- 1997: Für alle Fälle Stefanie – Geschenk des Himmels
- 1998: Balko – Knastkoller
- 1998: Das Finale
- 1998: Der Kronzeuge
- 1998: Der Clown – Freifall
- 1998: Die Wache – Schwarzer Panther
- 1999: Unser Lehrer Doktor Specht (11 Folgen als Katzer)
- 1999: Heirate mir!
- 2000: Medicopter 117 – Jedes Leben zählt – Corrers Rache
- 2000: Sperling – Sperling und das große Ehrenwort
- 2000–2002: Klinikum Berlin Mitte – Leben in Bereitschaft (als Pfleger Dieter Bach)
- 2001: Tatort – Trübe Wasser
- 2001: Alarm für Cobra 11 – Die Autobahnpolizei – Crash Kommerz
- 2002: Der letzte Zeuge – Im Netz
- 2002: Unser Charly – Schwimmende Juwelen
- 2002: Edel & Starck – Ein ganz normaler Stier
- 2002: Der Landarzt (2 Folgen als Herr Carsten)
- 2002: Tatort – Fakten, Fakten …
- 2003: Im Namen des Gesetzes – Todesfahrt
- 2003: Zwei Profis – Zwei Profis und das schweigende Dorf
- 2003: SOKO Köln – Kölscher Klüngel
- 2003–2012: Die Rosenheim-Cops (4 Folgen)
- 2004: Der Bulle von Tölz: Sport ist Mord
- 2004: Wilsberg – Tod einer Hostess
- 2004: Einmal Bulle, immer Bulle – Tödliche Leidenschaft
- 2005: Speer und Er
- 2005: Erkan & Stefan in Der Tod kommt krass
- 2005: SOKO Donau – Racheengel
- 2005: Balko – Rache ohne Risiko
- 2005: Alles außer Sex – Geheimnisse des Lebens
- 2006: Küstenwache – Preis der Freiheit
- 2006: Der letzte Zeuge – Ich sterbe, Du lebst
- 2006: Lotta in Love (als Klaus Herbolz)
- 2007: Ein starkes Team – Unter Wölfen
- 2008: Der Goldene Nazivampir von Absam 2 – Das Geheimnis von Schloß Kottlitz
- 2009: Kommissarin Lucas – Vergessen und Vergeben
- 2011–2012: Herzflimmern – Die Klinik am See (als Dr. Roland Bernheimer)
- 2013: Hubert und Staller – Omm – Du bist tot
- 2014: Kripo Holstein – Mord und Meer – Ruhe sanft
- 2015: Homeland – Separation Anxiety
- 2016: Mitten in Deutschland: NSU – Die Ermittler – Nur für den Dienstgebrauch
- 2017: SOKO Wismar – Der letzte Zeuge
- 2018: Kommissar Dupin – Bretonisches Leuchten
- 2018: Ostfriesenblut
- 2019: Der Staatsanwalt – Ein zweites Leben
- 2019: Letzte Spur Berlin – Übergang
- 2020: Die verlorene Tochter (Fernsehserie)
- 2020: In aller Freundschaft – Die jungen Ärzte – Selbstschutz
- 2020: Inga Lindström: Das gestohlene Herz
- 2020: Friesland: Gegenströmung (Fernsehreihe)
- 2021: SOKO Stuttgart: Trail des Todes
- 2021: Mr. Zygielbojm
- 2022: Wilsberg: Schmeckt nach Mord (Fernsehreihe)